# Äbdilda Täschibajew

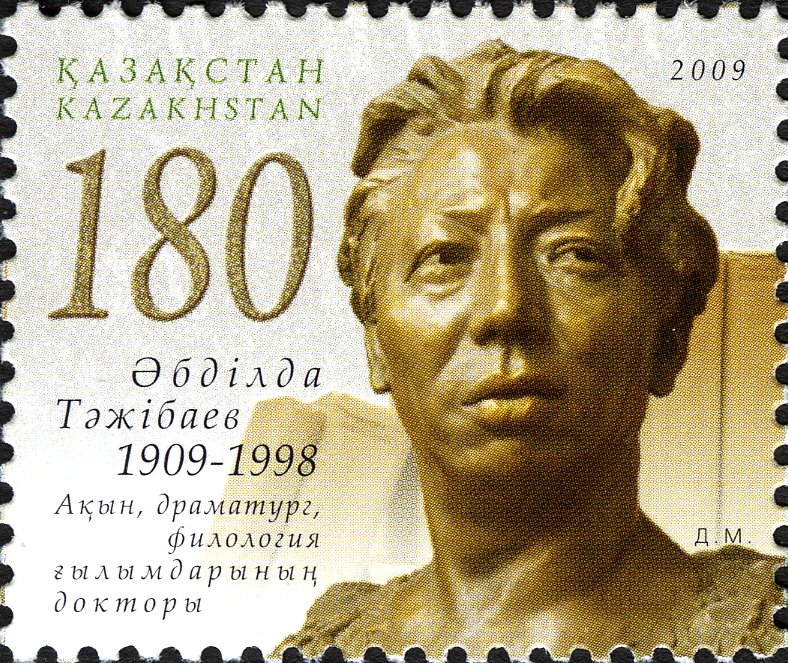
Äbdilda Täschibajew auf einer kasachischen Briefmarke

Äbdilda Täschibajew (kasachisch Әбділда Тәжібаев, russisch Абдильда Тажибаев Abdilda Taschibajew; * 22. Januarjul. / 4. Februar 1909greg. in Perowsk, Russisches Kaiserreich; † 1998) war ein kasachisch-sowjetischer Schriftsteller.

## Leben
Täschibajew wurde in Perowsk geboren. Bereits 1915 starb sein Vater und seine Mutter zog mit ihrem einzigen Sohn in ein abgelegenes Steppendorf, wo er in der Familie seines Großvaters aufwuchs. Seine Mutter brachte ihm das Schreiben bei. Ab 1923 lebte er im Internat; außerdem besuchte er eine Schule in Schymkent. Während seiner Schulzeit begann er sich für Literatur zu interessieren, er las Zeitungen und Zeitschriften, in denen Artikel von Säken Seifullin, Säbit Muqanow und anderen bekannten Schriftstellern dieser Jahre veröffentlicht wurden. In dieser Zeit entstanden auch seine ersten eigenen Werke, so erschien 1927 sein erstes Gedicht in einer regionalen Zeitung.
Von 1926 bis 1928 arbeitete er bei der Zeitung Jengbekschil qasaq. 1932 wurde er stellvertretender Herausgeber einer Zeitung in Karsakpai und wenig später stellvertretender Herausgeber der Zeitung Leninschil schas, einem Organ des Regionalkomitees des Komsomol. 1938 erschien sein erstes Drama, das er in Zusammenarbeit mit Muchtar Äuesow geschrieben hatte und später mit einem Preis ausgezeichnet wurde. Von 1934 bis 1939 war er Sekretär des Schriftstellerverbandes der Kasachischen SSR und anschließend bis 1943 dessen Vorsitzender. 1943 verfasste er zusammen mit Qajym Muchamedchanow und Ghabit Müssirepow im Rahmen eines Wettbewerbs den Text der Hymne der Kasachischen SSR. 1946 absolvierte er die Literarische Fakultät der Staatlichen Kasachischen Kirow-Universität. Zwischen 1945 und 1948 arbeitete er am Institut für Sprache und Literatur der Akademie der Wissenschaften der Kasachischen SSR. In den folgenden Jahren widmete sich Täschibajew ganz dem Schreiben, bevor er Mitte der 1950er Jahre nach Moskau ging. Dort absolvierte er Kurse am Maxim-Gorki-Literaturinstitut.
Nach seiner Rückkehr aus Moskau war er von 1958 bis 1960 Chefredakteur der Zeitung Qasaq ädebijeti. In den folgenden Jahren war er erneut als Sekretär des Schriftstellerverbandes tätig und arbeitete ab 1960 erneut am Institut für Sprache und Literatur der Akademie der Wissenschaften der Kasachischen SSR. Als Person des öffentlichen Lebens wurde er 1963 als Abgeordneter in den Obersten Sowjet der Kasachischen SSR gewählt.
1985 wurde er mit dem Ehrentitel „Volksschriftsteller der Kasachischen SSR“ ausgezeichnet.
Täschibajew starb 1998.

## Auszeichnungen
- Ehrenzeichen der Sowjetunion (1939)
- Orden des Roten Banners der Arbeit (1959, 1969)
- Orden der Oktoberrevolution (1979)
- Leninorden (1990)